# Petőfi Könyvtár
A Petőfi Könyvtár egy 20. század eleji magyar irodalomtörténeti könyvsorozat volt, amely a Petőfi Sándorral kapcsolatos következő köteteket tartalmazta:

## Részei
- I. kötet. Kéry Gyula. Friss nyomon. (171 l.) 1908.
- II. kötet. Petőfi adomák. Összegyűjtötte Baróti Lajos. (160 l.) 1908.
- III. kötet. Váradi Antal. Regényes rajzok Petőfi életéből. Mühlbeck Károly rajzaival. (126 l.) 1908.
- IV. kötet. Barabás Ábel dr. A felhők. Mühlbeck Károly rajzaival. (127 l.) 1908.
- V. kötet. Gyulai Pál. Petőfi Sándor és lyrai költészetünk. A szerző arcképével. (126 l.) 1908.
- VI. kötet. Ferenczi Zoltán dr. Szabadság, szerelem. Petőfi Sándor arcképével. (141 l.) 1908.
- VII. kötet. Petőfiné Szendrey Júlia költeményei és naplói. Összegyűjtötte és bevezetéssel, jegyzetekkel ellátta Bihari Mór. Szendrey Julia arck. (176 l.) 1909.
- VIII. kötet. Petőfiné Szendrey Julia eredeti elbeszélései. Összegyűjtötte és jegyzetekkel kisérte Bihari Mór. Mühlbeck Károly rajzaival. (143 l.) 1909.
- IX. kötet. Endrődi Béla. Petőfi és Arany levelezése. (105 l.) 1909.
- XI. kötet. Farkas Emőd. Petőfi élete. Regényes korrajz. Mühlbeck Károly rajzaival. (243 l.) 1909.
- XI. kötet. Farkas Emőd. Petőfi élete. Regényes korrajz. Mühlbeck Károly rajzaival. (243 l.) 1909.
- XII. kötet. Egressy Ákos. Petőfi Sándor életéből. Mühlbeck Károly rajzaival. (102 l.) 1909.
- XIII. kötet. Palágyi Menyhért. Petőfi. (168 l.) 1909.
- XIV. kötet. Somogyi Gyula. Petőfi Sándor költészete. (101 l.) 1909.
- XV. kötet. Déri Gyula. Petőfi Zoltán. Arcképével és Mühlbeck Károly rajzaival. (159 l.) 1909.
- XVI. kötet. Krúdy Gyula. A negyvenes évekből. Mühlbeck Károly rajzaival. (110 l.) 1909.
- XVII. kötet. Petőfi István versei. Összegyűjtötte és bevezetéssel ellátta Bajza József dr. (239 l.) 1909.
- XVIII. kötet. Kacziány Géza. Petőfiről és mestereiről. Irodalmi tanulmányok. Hégésippe Moreau és Béranger arcképével. (175 l.) 1910.
- XIX. kötet. Váradi Antal. Az elzárt mennyország. Rajzok a szinészetből Petőfi korában. Mühlbeck Károly rajzaival. (134 l.)
- XX. kötet. Endrődi Sándor és Baros Gyula. Petőfi a magyar költők lantján. Versek Petőfiről. (178 l.) 1910.
- XXI. kötet. Lenkei Henrik. Petőfi és a természet. (182 l.) 1910.
- XXII. kötet. Baróti Lajos: Petőfi a ponyván és népirodalomban. Képekkel. Péterfy Tamás: Petőfi-regék. Mühlbeck Károly rajzaival. (141 l.)
- XXIII. kötet. Petőfi levelei. Összegyüjtötte s bevezetéssel és jegyzetekkel ellátta Badics Ferenc dr. (256 l.)
- XXIV. kötet. Ferenczi Zoltán: Petőfi eltünésének irodalma. (160, 2 l.)
- XXV. kötet. Csernátoni Gyula. Petőfi-tanulmányok. (167, 1 l.)
- XXVI. kötet. Kéry Gyula. A Petőfi-ház története és katalógusa. (182, 2 l.)
- XXVII–XXVIII. kötet. Petőfi a világirodalomban. (295, 1 l.)
- XXIX–XXX. köt. Petőfi napjai a magyar irodalomban. Összeállította Endrődi Sándor (6, 534, 1 l.)

## Képtár
- A kötetek belső díszítése
- Korabeli hirdetés
- Korabeli hirdetés
- Korabeli hirdetés
- Korabeli hirdetés
- Egy kötet előzéklapja...
- ... és címlapja a sorozatból